# 新潟県立新潟北高等学校
新潟県立新潟北高等学校（にいがたけんりつ にいがたきたこうとうがっこう）は、新潟県新潟市東区本所に所在する県立高等学校。

## 設置課程
- 全日制課程
  - 普通科

## 沿革
- 1981年3月24日 - 県議会本会議で県立高校（5校）設立予算案可決
- 1981年10月20日 - 新潟市本所字居浦847番地の1に学校用地買収 (40,101m2)
- 1982年10月15日 - 新潟県立学校条例の一部を改正する条例の議決により、新潟県立新潟北高等学校の設置が決定し公布（昭和57年11月1日施行）
- 1982年10月29日 - 募集定員が定められる。普通科8学級定員360人
- 1982年11月1日 - 新潟県立学校条例の一部を改正する条例が施行され、初代校長に新潟県立三条東高校長清水外明発令。教頭、事務長同日発令。開校準備室を県庁分館第8会議室に開設
- 1983年2月8日 - 新潟北高等学校章を定める
- 1983年2月18日 - 新潟北高等学校学則制定
- 1983年3月10日 - 管理・普通教室棟竣工 (2,842m2)
- 1983年3月15日 - 第一体育館竣工 (2,007m2)
- 1983年3月16日 - 第1回入学者選抜学力検査を県立新潟東高等学校において実施
- 1983年3月25日 - 屋外グランド竣工 (22,091m2)
- 1983年4月1日 - 開校。教職員21名発令。計24名となる
- 1983年4月8日 - 第1回入学式挙行。入学許可者男・198名女・114名合計・312名
- 1983年4月15日 - 生徒制服（男・女ブレザー）を定める
- 1983年6月1日 - 新潟北高等学校PTA結成
- 1983年6月10日 - 管理・特別教室棟 (1,533m2) ・特別教室棟竣工 (3,292m2)
- 1983年7月11日 - 新潟北高等学校後援会結成
- 1983年10月28日 - 開校式挙行、校旗樹立
- 1984年2月15日 - 管理・普通教室棟第2期工事竣工 (1,447m2) 。門,フェンス完成
- 1985年5月20日 - 第二体育館・格技場竣工 (1,854m2) 。トレーニング室、屋内部室等を含む
- 1985年11月26日 - 竣工式挙行
- 1986年2月22日 - 校歌制定
- 1987年3月 1日 - 第1回卒業式挙行。男・162名　女・93名　合計・255名
- 1988年10月23日 - 昭和63年度第1学年生徒募集定員全日制普通科9学級と定められる。
- 1989年10月21日 - 平成元年度第1学年生徒募集定員全日制普通科10学級と定められる。
- 1989年3月31日 - プレハブ教室（2教室）完成
- 1990年3月31日 - プレハブ教室（2教室）完成
- 1990年10月31日 - 平成3年度募集学級9学級と定められる。
- 1992年10月31日 - 創立10周年記念式典挙行
- 1995年10月20日 - 平成8年度募集学級8学級と定められる。
- 2001年平成13年4月1日 - 生徒制服改定
- 2002年10月29日 - 平成15年度募集学級7学級と定められる。
- 2002年11月16日 - 創立20周年記念式典挙行
- 2003年4月1日 - 普通科7学級募集
- 2006年4月1日 - 普通科6学級募集
- 2026年度 - 豊栄高等学校と統合予定[1]

## 校歌
- 『新潟県立新潟北高等学校校歌』（作詞：千代國一・作曲：岩河三郎）[2]

## 交通アクセス

### 鉄道
- JR東日本：白新線・大形駅 北口より 徒歩 約5分

### 路線バス
- 新潟交通「北高校前」バス停から徒歩約1分
  - E5 牡丹山線（E51系統を除く）
  - E8 石山線（E81系統を除く）
※2路線とも当バス停が起終点。
- 新潟交通・新潟交通観光バス「柳が丘団地」バス停（県道3号沿い）から徒歩約5分
  - E4 大形線（E41・E42・E43系統を除く）

いずれも2019年8月現在の利用可能なバス停・路線。